# Baotian
Baotian – chińska marka motocykli oraz skuterów założona 1994 roku. Producentem ich pojazdów jest firma Baotian Motorcycle Industrial Co.

## Modele

### Skutery
- BT49QT
- BT49QT-2 (MOTOBI Sowa 50 4t)
- BT50QT
- Eagle
- Falcon
- BT2000TD
- BT151T[1]